# Gobelet (Kunst)
Als Gobelet [ɡo.blɛ] werden Becher oder Pokale auf hohem oder niedrigem Fuß aus Gold, vergoldetem Silber, Silber oder Glas bezeichnet. Im Kunsthandel ist die Definition dieser Bezeichnung enger gefasst und umfasst nur Gefäße aus dem Mittelalter und dem 16.–18. Jahrhundert Gobeleterie, Trinkgläser und andere gläserne Gebrauchsartikel.